# Gramática cognitiva
La gramática cognitiva es una teoría cognitiva desarrollada por Ronald Langacker en su obra definitoria, Foundations of cognitive grammar, que sirvió como punto de partida para el campo emergente de la lingüística cognitiva. Esta teoría considera que las unidades básicas del lenguaje son símbolos o pares convencionales de una estructura semántica con una etiqueta fonológica. La gramática se define por las limitaciones que restringen la combinación de estas unidades para la generación de frases largas, que también son el emparejamiento de la representación semántica y la fonológica. Los aspectos semánticos son moldeados como un esquema gráfico y no como una proposición, y por eso, como resultado del enlace estrecho que tienen con la etiqueta, uno puede invocar el otro.

## Generalidades
Para Langacker, la conceptualización humana de la realidad se ajusta básicamente al llamado billiard ball model, o modelo de bola de billar, según el cual se conceptualiza un mundo poblado de objetos que establecen distintas relaciones. Las relaciones son conceptualmente dependientes, mientras que los objetos son conceptualmente autónomos y forman entidades discretas “porque incorpora[n] una cantidad restringida de sustancia y consecuentemente tiene[n] una disposición espacial limitada”. Las relaciones y objetos conceptualizados se vierten en las lenguas prototípicamente dentro de las categorías gramaticales de verbos y nombres, respectivamente. Las ventajas que supone un acercamiento cognitivo de la gramática, según Langacker, están en que ésta resulta intuitivamente natural, psicológicamente plausible y empíricamente viable (2008).
La visión alternativa de Langacker, alejada de la perspectiva formal, propone que la gramática es parte de la cognición humana y de naturaleza simbólica. La gramática es significativa, los elementos gramaticales tienen significado por sí mismos; la gramática permite emplear esos elementos para elaborar significados más complejos.
El significado de las expresiones lingüísticas presupone: a) un sustrato conceptual, conformado por el conocimiento enciclopédico, que es la aprehensión del contexto físico, social y lingüístico; b) un constructo, que es una entre muchas posibilidades de concebir una situación; y c) habilidades imaginativas, manifestadas en la existencia de metáforas o entidades cuya existencia sólo es virtual.
Para Langacker, un lenguaje requiere tres estructuras: semántica, fonológica y simbólica. La primera está compuesta por conceptualizaciones, la estructura fonológica proporciona sonidos, gestos y la base para representaciones ortográficas, mientras que la estructura simbólica funciona como enlace entre las primeras dos estructuras. El símbolo es, entonces, el emparejamiento entre una estructura semántica y fonológica.
Los símbolos más simples, mediante combinaciones con otros símbolos, crean estructuras de mayor complejidad. Algunas estructuras simbólicas complejas pueden convencionalizarse (p. ej. las palabras compuestas o las frases hechas), integrándose al lexicón, “un conjunto de expresiones fijas en una lengua”.
De acuerdo con Langacker, la lengua manifiesta, en su propia organización, una serie de procesos cognitivos existentes independientemente: asociación (conexiones psicológicas), automatización (debido a la repetición, algunas estructuras dejan de requerir monitoreo), esquematización (a partir de experiencias con aspectos comunes se crea un concepto más abstracto) y categorización (interpretación de la experiencia con arreglo a estructuras existentes previamente) (Véase, Teoría del prototipo).
Como la gramática de construcciones (desarrollada por Adele Goldberg, discípula de Lakoff), y a diferencia de otras teorías lingüísticas, la gramática cognitiva extiende la noción de las unidades simbólicas a la gramática del lenguaje. Además, Langacker supone que las estructuras lingüísticas están motivadas por los procesos cognitivos generales. En la formulación de su teoría, hace un uso extenso de los principios de la psicología de la Gestalt y crea analogías entre la estructura lingüística y los aspectos de la percepción visual.